# Själens krigare (musikalbum)
Själens krigare är ett samlingsalbum av di Leva utgivet den 15 juni 2005.

## Låtlista
1. Vi har bara varandra
2. Vem ska jag tro på?
3. Dansa din djävul
4. Solens gåta
5. Miraklet
6. Ber om ljus
7. Du vet
8. Om du vore här nu
9. Svarta pärlan i London
10. Solsjäl
11. Hon sprang vilse
12. Dansa naken med mig
13. Fantasiregn
14. Alla vill ha
15. Everyone is Jesus
16. Behind Micky Mouse
17. Själens krigare
18. Magisk snövit
19. Silver-city-song
20. Vad är frihet
21. Tiden faller
22. Frukt grönt & vatten
23. Vi får vingar när vi älskar
24. Glad att du ännu har tårar
25. Stjärngudinna
26. My eternal loving
27. Två på skilda håll
28. Naked number one
29. Adam & Eve
30. Hell is made of love
31. Mr Thomas
32. Let it fall